# Lygosoma punctata
Lygosoma punctata är en ödleart som beskrevs av  Gmelin 1799. Lygosoma punctata ingår i släktet Lygosoma och familjen skinkar. Inga underarter finns listade i Catalogue of Life.